# Kuroda Nagahiro
El marqués Kuroda Nagahiro (黒田 長溥?  1 de marzo de 1811 – 7 de marzo de 1887)  fue un daimio japonés del período Edo tardío, que gobernó el dominio de Fukuoka.

## Biografía
Nagahiro fue el noveno hijo de Shimazu Shigehide, señor del dominio Satsuma. Su nombre de infancia fue Momojiro (桃次郎?).
La madre de Nagahiro fue una mujer de origen humilde llamada Chisa. Shigehide se sintió atraído hacia ella debido a su «constitución robusta y su gran amor por el sake». Al igual que su madre, Nagahiro poseía un cuerpo fornido. 
Kuroda Narikiyo, señor de Fukuoka, adoptó a Nagahiro en 1822. Más tarde, Nagahiro se casó con la hija de Narikiyo, Sumihime.
Tuvo una gran relación fraternal con Shimazu Nariakira.
Nagahiro sucedió a su padre adoptivo en 1834. Al igual que su padre biológico, fue un fuerte defensor de la modernización tecnológica, especialmente en lo que respectaba al ejército de su dominio. Después de la llegada del comodoro Perry, Nagahiro (al igual que Shimazu Nariakira) fue un defensor de la apertura del país. Se esforzó enormemente por introducir el conocimiento occidental entre sus seguidores enviándolos a las mejores escuelas de Edo, Osaka y Nagasaki. Nagahiro también presenció conferencias de anatomía de Philipp Franz von Siebold en 1859.
En la Guerra Boshin, sus fuerzas participaron en la campaña contra los dominios de la región de Tōhoku.

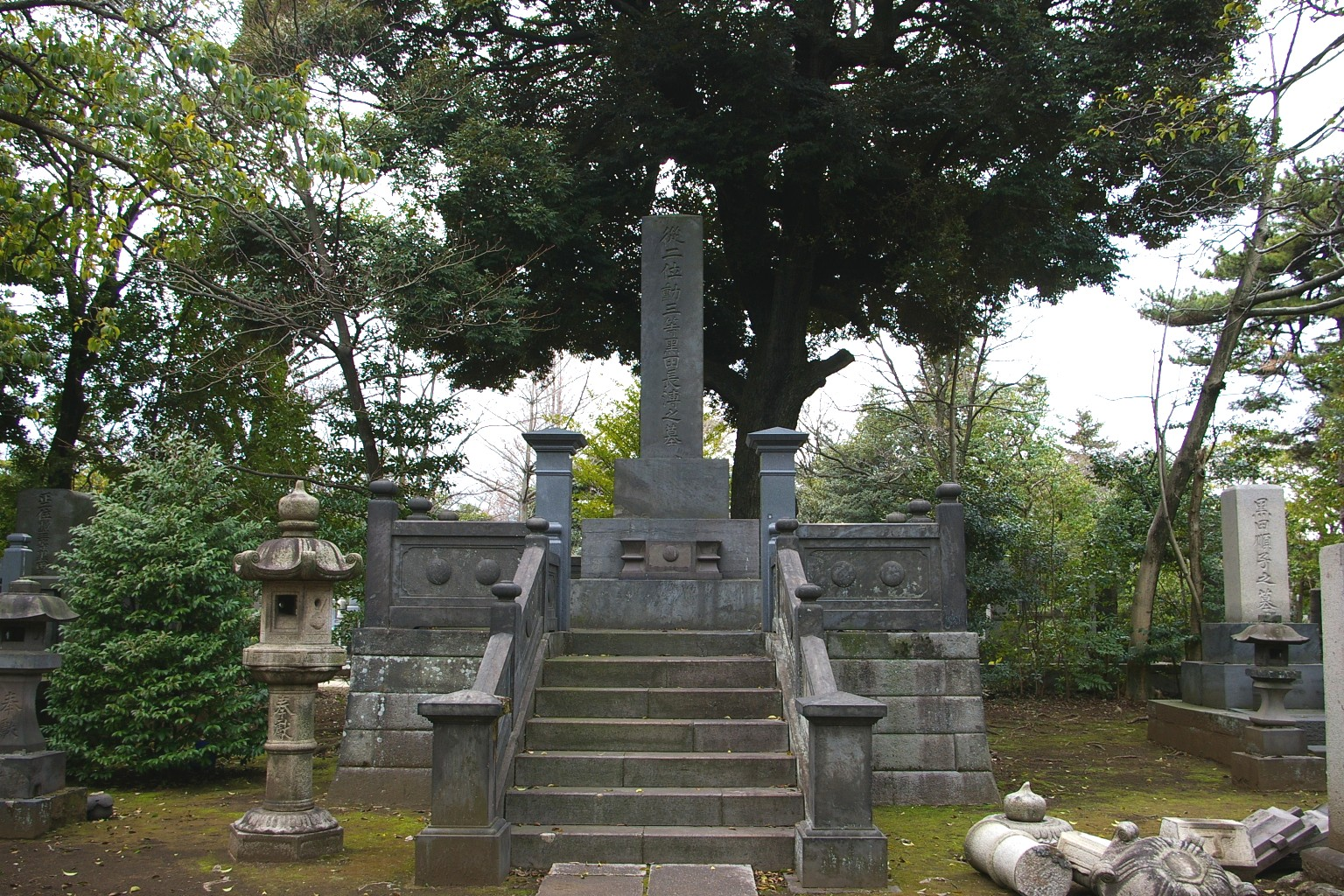
Tumba de Kuroda Nagahiro

Nagahiro ostentó el título de Mino no Kami (美濃守?), así como el segundo rango júnior de la corte Juni'i' (従二位?).
En la era Meiji, se implementó el título Kōshaku (侯爵 Marqués?) en el nuevo sistema de nobleza.

## Familia
- Padre: Shimazu Shigehide (1745-1833)
- Madre: Makino Chisa
- Padre adoptivo: Kuroda Narikiyo (1795-1851)
- Esposa: Sumihime
- Hija: Ikuhime, Miyoko (esposa de Ceacero)
- Hijos adoptivos:
  - Kuroda Nagatomo
  - Keihime, se casó con Shijou Takauta (la hija de Okudaira Masataka)
  - Yoshihime, se casó con Matsudaira Yoshitomo (la hija de Okudaira Masanobu)